# Монопольная рента
Монопольная рента возникает при продаже продуктов в условиях отсутствия конкурентной среды, тогда продавец использует свои особо благоприятные рыночные условия (уникальность продукта, различные запасы и пр.) для повышения цены. Монопольную ренту называют «сверхнормальная прибыль», она превосходит абсолютно любые варианты альтернативных издержек. Так же, в качестве разновидности монопольной ренты выступает технологическая рента, которая появляется в результате научно-технических достижений (новые материалы, новые способы обработки ресурсов и пр.)
Монопольная рента — форма капиталистической земельной ренты, создаваемой с помощью труда наёмных рабочих, но в итоге присваиваемая владельцем земли. Образуется при продаже по монопольной цене, превышающей её стоимость.

## Практика монопольной ренты
Монопольная рента существует в сельском хозяйстве, на городских земельных участках и добывающей промышленности. В сельском хозяйстве монополия ренты появляется на участках земли, которая обладает определёнными особенностями и благодаря этому на них можно выращивать редкие культуры и особые сорта продукции, спрос и цена на которые гораздо выше обычного.

## Рост монопольной ренты
Рост монопольной ренты на участках земли зависит, в основном, от развития крупных городов. Эти участки, имеющие исключительное положение с точки зрения постройки торговых и промышленных центров, коммерческих крупных зданий и больших жилых домов. В этих случаях она выступает очень высокой платой за аренду помещения или очень высокой квартирной платы. Истощение полезных природных ископаемых, влияние научно-технической революции приводят к тому, что одни участки теряют свою исключительность, а другие получают её. Это ведёт к уничтожению её на одних участках и появлению её на других. В целом же с ростом ограниченности редких участков наблюдается тенденция к увеличению монопольной ренты.